# مشايخ حضرموت
المشايخ بحضرموت، طبقة اجتماعية من بطون وقبائل مختلفة عرف بعض رؤسائها بالصلاح والتفقه في الدين والتصوف والنفوذ السياسي. وكانوا موضع تجلة واحترام الحكام ورؤساء القبائل في حضرموت الذين منحوا بعضهم امتيازات خاصة كالإعفاء من العوائد وقبول شفاعتهم واعتبار قراهم مناطق مأمونة. وكان الحكام ورؤساء العشائر يستعينون بالمشايخ لنشر الدعاية لهم، ولتثبيت نفوذهم بين الناس، وللسعي في إصلاح ذات البين بينهم، وللقيام بخفارة القوافل والمسافرين على السبل العامة أيام الفتن بين الحكام والقبائل. وينظر العوام إلى المشايخ نظرة تقدير ويتبركون بقبور الصالحين منهم، ويقيمون لها الزيارات الموسمية.
وفي نظام الطبقات السائد بحضرموت يعد المشايخ في الدرجة الثانية، بعد السادة العلويين، في السلم الاجتماعي. ومنهم من ينزل نفسه بسبب الفقر أو الضعف إلى طبقة الفلاحين أو الحرفيين أو العمال المساكين. والمشايخ كالسادة لا يحملون السلاح، كما أنهم اعتزلوا الصراع السياسي والقبلي، وأنشأوا الحُوَط التي كان لها كبير الأثر في إصلاح ذات البين. فعزز ذلك من مكانتهم وأكسبهم احترام وتقدير فئات المجتمع كافة. ورغم اعتزال المشايخ الصراع السياسي، إلا أن بعضهم انخرط بشكل مباشر في ذلك الصراع، وبشكل خاص آل العمودي الذين خاضوا صراعا ضد سلطنتي حضرموت الكثيرية والقعيطية. وحاليًا يعتبر الشيخ حسن بن حسين آل مطهر العمودي شيخ شمل آل العمودي وشيخ مشايخ قبائل حضرموت كافة.
ومن أبرز مشايخ حضرموت: آل باعباد، وآل باوزير، وآل العمودي، وآل بافضل، وآل باجابر، وآل الخطيب، وآل باعشن، وآل باغُشير، وآل باحرمي، وآل بن سلم، وآل باهرمز، وآل باراس، وآل باذيب، وآل باحميد، وآل باسهل، وآل باسودان، وآل باقشير، وآل عفيف، وآل باكثير، وآل بارجاء، وآل بانافع، وآل بامخرمة، وآل باشعيب، وآل إسحاق، وآل باشراحيل، وآل بازرعة، وآل حسان، وآل الزبيدي، وآل باجمّال، وآل باحنّان. وغيرهم كثيرون.[بحاجة لمصدر]

## آل العمودي
وهم من بني تيم القرشيين. قدم جدهم عيسى بن أحمد العمودي من الحجاز إلى قيدون بوادي دوعن واستقر بها إلى أن توفي. ومن أبنائه الشيخ سعيد العمودي المتوفى سنة 671 هـ، الذي ينتسب إليه المشايخ آل العمودي بحضرموت، والذي حاز النفوذ الروحي الديني في منطقة دوعن واستمر الأمر في ذريته حتى عهد الشيخ عبد الله بن محمد بن عثمان العمودي أول من استخدم نفوذه السياسي سنة 837 هـ إلى أن تأسست دولة آل العمودي ذات النفوذ السياسي المستقل. ودخلت الدولة منذ نشأتها صراعات ضد دولة أبي طويرق الكثيري وضد أمير المكلا الكسادي اليافعي. وكانت نهايتها بشكل رسمي على يد القعيطي اليافعي سنة 1317 هـ.
اشتهرت بلدة قيدون بعد أن سكنها المشايخ العموديين وأنجبت كثيرًا من العلماء والفضلاء، وفي القرن الثامن الهجري عمّر الشيخ محمد بن عثمان بن عمر مولى خضم العمودي قرية بُضة والتي أصبحت عاصمة لدولة آل العمودي. ثم انتشرت ذراريهم في أنحاء وادي دوعن وفي حضرموت داخلها وخارجها، وبرز منهم أصحاب المال والجاه كرجل الأعمال السعودي محمد حسين العمودي.

## آل باعباد
يرجع نسب هذه الأسرة إلى بني أمية القرشيين، منهم الشيخ عبد الله بن محمد باعباد المشهور بـ«القديم» المتوفى سنة 687 هـ، الذي جاء جده عبد الرحمن من الحجاز ونزل بالهجرين بوادي دوعن حيث أعقب عبد الرحمن ابنه محمدًا والذي بدوره أعقب ثلاثة من الأبناء: عبد الله القديم، وعبد الرحمن، وعمر، ولم يعقّب إلا الأخير وهو عمر فهو الجد الجامع لآل باعباد بحضرموت.
اعتاد الشيخ عبد الله القديم قضاء أيام الخريف (خريف التمر والرطب) خارج شبام في مكان بمنطقة الحول يطلق عليه اسم «المحلة»، وكلمة «المحلة» يستعملها حضارمة الداخل إلى اليوم على المكان الذي يقضون فيه فصل الخريف. وأقام القديم بمحلته مسجده المعروف. ثم تحول القديم من شبام إلى قرية الغريب على إثر نزاع ثار بينه وبين والي شبام حينئذ الأمير محمد بن محمد ناجي. فأنشأ دارا له بالمحلة سماها «الغرفة» وتديرها طيلة أيام السنة. وبعد وفاة القديم جاء خلفه ابن أخيه الشيخ محمد بن عمر بن عبد الرحمن باعباد وبنى دارا إلى جوار الغرفة سنة 701 هـ فتكاثرت الديار من حولها وكانت النتيجة أن قامت مدينة سميت الغرفة أي الجنة نسبة إلى الدار الأولى التي بناها في محلته الصيفية الشيخ القديم، وأصبحت الغرفة المقر الرئيسي لمشايخ آل باعباد. ومن هذه المدينة انتشر آل باعباد في الربوع الحضرمية، ولهم في بعض نواحيها مشاهد وأضرحة مشهورة.

## آل باوزير
وهم ينتسبون إلى بني العباس الهاشميين. في بداية القرن السادس الهجري ولد يعقوب بن يوسف بن علي بن طراد. توفي والد يعقوب وهو صبي صغير فكفله جده علي بن طراد المتوفى سنة 538 هـ وكان وزيرًا لأحد الخلفاء العباسيين (ومن هنا جاءت تسمية آل باوزير). هاجر يعقوب بن يوسف هو وأبناؤه عمر، وعبد الله، ويوسف، وحفيده سالم بن عبد الله إلى حضرموت، ونزلوا بمدينة المكلا وكانت قرية صغيرة حين قدوم آل باوزير إليها مكونة من عدة أكواخ للصيادين مقيمين بها، ومات يعقوب بالمكلا سنة 553 هـ ودفن بكثيبها الأبيض، الذي يعرف اليوم بتربة يعقوب، وأقيمت على قبره، في تاريخ متأخر غير معروف، قبته المشهورة القائمة إلى يومنا هذا.
لم تطب الإقامة لأبناء يعقوب بن يوسف بالمكلا فارتحلوا إلى مدينة الشحر وكانت حينئذ مدينة عامرة على الساحل الحضرمي. وقد توفي أبناؤه من غير عقب إلا من حفيده سالم بن عبد الله الذي خلّف ابنا اسمه محمد المعروف بـ«مولى عرف». وخلّف محمد مولى عرف ثلاثة أبناء هم: أبو بكر، وهو جد آل باوزير بمنطقة حورة والنقعة المجاورة لها، وصاحب المسجد الجامع بحورة والصدقات والأوقاف التي بتلك المنطقة. وسعيد، وهو جد آل باوزير سكان قرية النقعة المجاورة لمدينة غيل باوزير. وقد خلف سعيد ابنا اسمه أحمد وهو صاحب القبر الذي تقام له زيارة النقعة المشهورة عند البدو والحضر. وعمر، وهو الذي بنى الغيل الأسفل سنة 656 هـ والذي عرف فيما بعد باسم غيل عمر بوادي عدم. وخلف عمر ابنا اسمه عبد الرحيم وهو المؤسس لمدينة غيل باوزير سنة 706 هـ.
وإلى هؤلاء المشايخ ينتمي بقية المشايخ آل باوزير المنتشرون في الجهات الحضرمية وخارجها. ومما اشتهر به المشايخ آل باوزير ديار الصدقة لعابري السبيل في أرجاء متعددة من أودية حضرموت، وكانوا يوقفون النخيل والأراضي الزراعية على هذه الديار لتصرف إيراداتها في إيواء المسافرين والغرباء وإطعامهم مجانا، ويعينون على نفقة الوقف رجالا معروفين بالأمانة والنزاهة ليقوموا بواجب الضيافة لعابري السبيل.

## آل بافضل
يرجع نسبهم إلى سعد العشيرة من أبناء مذحج القحطانيين. وهم من أقدم من سكن مدينة تريم، وكانت لهم الرئاسة العلمية والدينية بها قبل قدوم العلويين. تفرعت هذه القبيلة إلى بيوت وفخائذ شتى اشتهرت بالعلم والصلاح والتفقه في الدين، منها آل بلحاج أحفاد الشيخ محمد الحاج بن عبد الرحمن بافضل، حيث برز من نسله علماء أعلام منهم الشيخ عبد الله بن عبد الرحمن بافضل صاحب المصنّف الشهير «المقدمة الحضرمية في فقه السادة الشافعية» والذي يعتبر من أهم متون الفقه الشافعي. وقد امتاز المشايخ آل بافضل من بين قبائل حضرموت بالامتزاج الكلي والاتحاد الروحي مذهبا ومشربا وطريقة وعقيدة مع السادة العلويين.

## آل باجابر
ينتمون إلى بني عقيل الهاشميين. هاجر جدهم محمد البصري المكنى «باجابر» في أوائل القرن السادس الهجري من العراق إلى حضرموت واستوطن بلدة حورة. ثم تفرقت ذريته في وادي عمد، وسكنوا منطقة عندل، واشتهر منهم آل الخيّل الذين تمثلت فيهم المنصبة. وأصبح للمشايخ آل باجابر جاه ونفوذ بين سكان وادي عمد، لذلك كانت تقع على عاتقهم حل الخلافات التي كانت تنشب بين الحين والآخر بين القبائل، إلى جانب اشتغالهم في تنظيم أمور الري والسقاية في الوادي. ومن أعيانهم الشيخ مزاحم بن أحمد باجابر المتوفى سنة 817 هـ في بروم.

## آل باعشن
وهم من بني تيم القرشيين أبناء عمومة لآل العمودي. أسرة كبيرة تسكن قرية رباط باعشن في أعلى وادي دوعن، كانت أول مساكنهم عند دخولهم حضرموت في نهايات العصر الأموي، ومنها ظهر علماء أكابر ساهموا في الحركة العلمية في حضرموت في شتى العلوم كالشيخ سعيد بن محمد باعشن أحد أئمة المذهب الشافعي في عصره. وكحال معظم الحضارم فقد انتشروا في شتى بقاع الأرض، فمن مناطقهم انتشارهم الحجاز، وماليزيا، وسنغافورة، والهند، وإندونيسيا. وكانت أكثر المدن استقرارا لهم هي مدينة جدة، غرب السعودية، حيث حظوا بمكانة كبيرة منذ العهد العثماني وأصبحوا من أعيان مدينة جدة ورجالاتها. وإليهم ينسب بيت باعشن أعرق بيوتات جدة القديمة الذي بني في عام 1273 هـ.

## آل الخطيب
ويرجعون في نسبهم إلى بني الأوس الأزديين. جاء جدهم الصحابي عباد بن بشر إلى حضرموت لمحاربة المرتدين، وعندما توفي دُفن في أعلى جبل الغراب بقرية اللسك، وأصبح ضريحه من المعالم البارزة في حضرموت، وتقام له زيارة في شهر محرم من كل عام. وذريته سكنت مدينة تريم قديمًا، واشتهرت مع قبائل أخرى آنذاك بالعلم والصلاح، وتولوا وظيفة خطابة الجمعة والعيد بتريم ولذلك لقبوا بـ«الخطباء». ظهر منهم رجال أعلام مثل الشيخ علي بن محمد الخطيب الذي جدد بناء مسجد الوعل أحد أقدم مساجد تريم التاريخية. وكان آل الخطيب ممن ناصر أبناء السادة العلويين عند مجيئهم إلى مدينة تريم وأبدوا لهم من المحبة والمودة ما هو ظاهر فيهم إلى اليوم.

## آل باقشير
وهم من بني سعد العشيرة المذحجيين. عائلة من أهل بلدة قسم وقرية العجز في نواحي مدينة تريم ومنهم من هاجر إلى الحجاز واستقر بها. كانت ديارهم بالعجز مركزا علميا تردد إليه الكثير من طلاب العلم؛ لكثرة الصلحاء والعلماء منهم. وكان لهم حضور في الحياة العلمية بمكة في القرن الحادي عشر الهجري واحتلوا مكانة كبيرة بين أهالي مكة من أمراء وعامة. واشتهر منهم عدد من رجال العلم والأدب أمثال المشايخ عبد الله بن سعيد باقشير وابنه سعيد وأحمد بن علي باقشير الذين جلسوا للتدريس بالمسجد الحرام وانتفع بهم جمع كثير من أهل مكة واليمن والشام والعراق.

## آل باهرمز
ويعود نسبهم إلى بني شيبة القرشيين. وكان قدومهم إلى حضرموت في حدود القرن الثامن الهجري تقريبا أو بعده، وساهموا بصورة ما على نشر التصوف في حضرموت. وهم منتشرون بالكسر وشبام والقبلة والمكلا، وقد اشتهر منهم في القرن العاشر الهجري الشيخ عبد الرحمن بن عمر باهرمز صاحب هينن.

## آل بانافع
ينحدرون من بني أمية القرشيين. انتقل أجدادهم بعد سقوط الخلافة الأموية من خراسان إلى حضرموت ثم إلى يشبم والصعيد في شبوة، وانتقل البعض إلى مواقع أخرى. وقد صار لآل بانافع نفوذ روحي قوي في أرض العوالق؛ فقد كان لهم دور في نشر العلوم الدينية في مناطق تواجدهم بعمارة المساجد والأربطة والزوايا ودور العلم. وكذلك كانت لهم منصبة العوالق قاطبة حيث أنهم يتوارثون المنصبة أب عن جد إلى يومنا هذا ولهم مكانة اجتماعية عالية بينهم. ومن أشهر علمائهم الذين ذاع صيتهم في مجالات شتى منها القضاء والإفتاء والوعظ والخطابة الشيخ عبيد بن عبد الملك بانافع المنصب التاريخي والمرجع الديني العام لكافة قبائل العوالق في القرن العاشر الهجري.

## آل بازرعة
وهم من قبائل الصدف الكنديين. بيت علم وتجارة في وادي دوعن ببلدة الرشيد من ذوي السيادة والرئاسة في القديم ومن أشهر العوائل التجارية الحضرمية في منطقة المحيط الهندي. ظهر فيهم كثير من العلماء، منهم الشيخ عبد الله بن أحمد بازرعة، من كبار فقهاء حضرموت في القرن الحادي عشر الهجري، له فتاوى مشهورة يرجع إليها في الاعتماد، وهو الذي اختصر فتاوى ابن حجر الهيتمي. وكان لآل بازرعة إسهامات اقتصادية في عدة دول؛ فقد أدخلوا تجارة البن اليمني إلى مصر، إلى جانب منتجات أخرى، واستطاعوا تكوين ثروة من تجارتهم في مصر، كما أن لهم أعمالَ خير كثيرة بها. ونشطوا في تصدير البضائع المختلفة من ميناء مصوع بأرض الحبشة إلى الموانئ الأخرى. ومن رجالهم من أسهم في تكوين هيئة ميناء عدن. فمن أبرز تجارهم الشيخ محمد بن عبد الله بازرعة صاحب وكالة بازرعة الذي هاجر إلى مصر وتوطن بها. وابن عمه الشيخ محمد بن عمر بازرعة صاحب مدرسة بازرعة الإسلامية الخيرية في عدن.

## آل باحنان
ينتسبون إلى بني معاوية الكنديين. وهم من سكنوا قديمًا بالواسطة والعجز وانتشروا في قرى ومدن حضرموت في عينات وقسم وتريم وسيئون ورخية وصيف وفي عدد من مناطق شبوة والمهرة. وآل باحنان من بيوتات العلم والفقه والصلاح وقد برز منهم رجالات كثيرة، كالشيخ محمد بن علي زاكن باحنان المؤرخ الفقيه المتوفى سنة 1383 هـ.

## آل بامخرمة
وينتمي نسبهم إلى بني سيبان الحميريين. بيت علم وفقه وقضاء من مدينة الهجرين بدوعن، وإنما هاجر الكثير منهم إلى مدن وسط حضرموت والساحل وعدن وإلى غيرها. اشتهر منهم شيوخ ومعلمين فقهاء تولوا التدريس والقضاء في عدة مواضع. ونظرًا لعدم وجود تطلعات لعلماء آل بامخرمة في السلطة السياسية، بالإضافة إلى شهرتهم العلمية؛ فقد اتجه لهم الحكام والأمراء وطلبوا مجالستهم وآرائهم السياسية والاقتصادية ونصائحهم الدينية، وحظوا بالاحترام والتقدير من قبل ولاة الأمر في عدن. ومن كبار مشاهيرهم وأول من انتقل منهم إلى عدن الشيخ عبد الله بن أحمد بامخرمة الذي تولى الإفتاء بها وتوفي سنة 903 هـ.